# Edha
Edha es una serie de televisión web argentina de thriller dramático creada, producida y dirigida por Daniel Burman. La serie se estrenó el 16 de marzo de 2018 en Netflix.

## Sinopsis
La serie sigue la historia de una "visionaria" diseñadora de modas, Edha (Juana Viale) y su "poco convencional" modelo Teo (Andrés Velencoso). La química entre ellos inspira a la modista a crear una atrapante línea de ropa masculina, pero los planes ocultos del modelo pondrán en marcha una serie de traiciones que hará que sus mundos se desmoronen.

## Elenco y personajes
- Juana Viale como Edha Abadi, diseñadora y madre soltera. Burman dijo sobre la actriz que "tiene un gran amor, gran talante y un profesionalismo de aguantar casi 18 semanas interrumpidas, algo que fue una maratón".[4] Viale preparó a su personaje con ayuda de una fonoaudióloga, haciendo cursos de origami, yendo a clases de dibujo y visitando talleres de costura.[5]
- Andrés Velencoso como Teo, modelo inmigrante. Para su papel, Velencoso trabajó durante un mes su acento. Sobre su acento él dijo, "Es centroamericano, mezclado con toques porteños. Estuve trabajándolo antes de ir a Buenos Aires y, luego, allí trabajé con una fonoaudióloga, una profesora de acento, para tratar de quitar los dejes españoles, aunque hay cosas que son muy difíciles de pulir en tan poco tiempo. Pero hemos construido un personaje bastante creíble, de extrarradio, en el que se notan esos palos que le ha dado la vida en la mirada y en todo lo que va transitando."[6]
- Osmar Núñez como Lorenzo Abadi, padre y socio de Edha.
- Antonio Birabent como Julián, cirujano y padre de la mejor amiga de Elena.
- Sofía Castiglione como Celia Vargas, novia de Teo.
- Inés Estévez como Odette Amaral, tía de Edha.
- Julieta Zylberberg como Paloma Barrera, diseñadora y rival de Edha.
- Daniel Hendler como Andrés Pereyra Ramos, un fiscal.
- Delfina Chaves como Elena Abadi, hija de Edha y Jáuregui.
- Juan Pablo Geretto como Antonio, asistente de Edha.
- Daniel Pacheco como Manito, hermano de Teo.
- Ana Celentano como Inés Musccini la madre fallecida de Edha.
- Dennis Smith como esposo de Antonio.

### Invitados
- Pablo Echarri como Luciano Jáuregui, expareja de Edha, abogado y padre de Elena.
- Flavio Mendoza como Yastin, dueño de una agencia de modelos.
- Julieta Cardinali como Bárbara, esposa de Jáuregui
- Carla Peterson como Tatiana Aragón, mecenas de la moda y socia de Lorenzo

## Episodios
| N.º | Título                    | Dirigido por  | Escrito por | Fecha de lanzamiento original |
| --- | ------------------------- | ------------- | ----------- | ----------------------------- |
| 1   | «La marca de la venganza» | Daniel Burman | —           | 16 de marzo de 2018           |
| 2   | «Las costuras del pasado» | Daniel Burman | —           | 16 de marzo de 2018           |
| 3   | «El modelo perfecto»      | Daniel Burman | —           | 16 de marzo de 2018           |
| 4   | «El cuerpo revelado»      | Daniel Burman | —           | 16 de marzo de 2018           |
| 5   | «La segunda piel»         | Daniel Burman | —           | 16 de marzo de 2018           |
| 6   | «La memoria del padre»    | Daniel Burman | —           | 16 de marzo de 2018           |
| 7   | «La ruta de la verdad»    | Daniel Burman | —           | 16 de marzo de 2018           |
| 8   | «El precio del silencio»  | Daniel Burman | —           | 16 de marzo de 2018           |
| 9   | «La coartada»             | Daniel Burman | —           | 16 de marzo de 2018           |
| 10  | «Alta costura»            | Daniel Burman | —           | 16 de marzo de 2018           |

## Producción

### Desarrollo
En mayo de 2016, Netflix ordenó la realización de su primera serie argentina creada por el cineasta argentino, Daniel Burman, estará compuesta de 13 episodios con aproximadamente una hora de duración, que luego pasaron a 10 episodios.
En el proceso de creación de la serie, Burman dijo que hace tiempo empezó a interesarse en el mundo de la moda y los problemas que conlleva, y el proceso de desarrollo del guion le llevó más de un año.
El diseño de vestuario fueron hechas por prestigiosos diseñadores argentinos, tales como Jessica Trosman, Martin Churba, Pablo Ramírez, Juan Hernández Daels, Marcelo Giacobbe, Vicki Otero, Matías Hidalgo y Romina Renom.

### Casting
Pablo Echarri, Sofia Gala Castiglione y Flavio Mendoza harán una participación especial.

### Rodaje
El rodaje inició el 12 de junio de 2017 en Buenos Aires y duró 4 meses. La serie fue filmada en los barrios de Lugano, Puerto Madero y Barrio Norte. Burman los describió como, "los lugares más opuestos y de más contraste de esta ciudad" y concluyó con "que a su vez, están unificados por personajes que atraviesan los mismos dilemas morales".

### Marketing
El 26 de enero de 2018, se estrenó el teaser tráiler de la serie. A fines de febrero se estrenó el tráiler.

## Lanzamiento
La serie se estrenó el 16 de marzo de 2018 en Netflix. Antes del estreno de la serie varios de los actores e incluido Burman se presentaron en el Cinemark de Puerto Madero el 7 de marzo de 2018 para la presentación del primer episodio.

## Recepción
La serie recibió críticas negativas en general, y la mayoría de ellas criticaban el guion, la historia, la narración y las actuaciones, especialmente de Juana Viale que la calificaban de "acartonada" e "inexpresiva".
Patricia Puentes de Cnet alabó la actuación de Juana Viale y concluyó que la fórmula de "serie con acento porteño y sobre moda" fue lo que la atrapó. Por otro lado, Paula Vázquez Prieto de La Nación criticó la serie por su narrativa diciendo, "parece querer contenerlo todo y termina perdiendo mucho" mientras que a la vez también critica las actuaciones calificándolas de "muy dispares" y la voz en off de Edha diciendo que "se torna inoperante y tediosa, incapaz de ofrecer matices o contradicciones sobre esos universos en conflicto". Similarmente, Diego Batlle de OtrosCines también criticó las actuaciones y la voz en off de Edha llamándola "insoportable e innecesaria" pero elogió las actuaciones de Pablo Echarri, Sofía Gala Castiglione y Delfina Chaves. Vonne Lara de Hipertextual.com dijo sobre el guion que "parece inventado en el camino, con diálogos gratuitos", y declaró que la historia es "pretenciosa". Martín Pazos de TN crítica la química de Juana Viale y Andrés Velencoso, diciendo "Su otra enorme dificultad es la floja interpretación de los dos papeles principales. No hay nada de química en la pantalla", pero alaba la dirección, el sonido y la fotografía.